# Joel Laurbeckius
Joel Laurentii Laurbeckius, född 1621 i Gammalkils församling, Östergötland, död 1692, var en svensk präst.

## Biografi
Joel Laurbeckius föddes 1621 i Gammalkils församling. Han var son till en bonde. Laurbeckius blev 1638 student vid Uppsala universitet och 1649 student vid Åbo akademi. Han avlade 1653 filosofie magisterexamen i Åbo och blev 1654 kyrkoherde i Kristbergs församling. Laurbeckius blev 1673 kyrkoherde i Mörlunda församling och 1679 kontraktsprost i Aspelands kontrakt. Han avled 1692.

### Familj
Laurbeckius gifte sig första gången 9 september 1655 med Kristina Blyberg, dotter till kyrkoherden Jonas Blyberg i Svennevads församling. De fick tillsammans sonen Johan Laurbeckius (född 1656).
Laurbeckius gifte sig andra gången 1667 med Anna Zachrisdotter och tredje gången 1673 med Kerstin Danielsdotter.
Laurbeckius gifte sig fjärde gången med Brita Eriksdotter. Hon var änka efter kyrkoherden Gabriel Gadd i Kristbergs församling. Laurbeckius och Brita Eriksdotter fick tillsammans en dotter som gifte sig med kyrkoherden Elias Knattingius i Mörlunda församling.